# 한빛소프트
주식회사 한빛소프트(HanbitSoft)는 1999년에 설립하여 주로 컴퓨터 게임을 유통하여 성장해온 기업이다. 특히 스타크래프트, 디아블로 II, 워크래프트 III: 레인 오브 카오스를 배급·유통시켜 단번에 성장한 한빛소프트는 2008년부터 온라인 게임 산업에 주력하고 있다.

## 종속기업
- (주)한빛드론

## 프로게임단
- 한빛 스타즈 - (2001년 5월 ~ 2008년 7월 31일)

## 같이 보기
- 한빛온